# Kervens Belfort
Kervens Fils Belfort (ur. 16 maja 1992 w Petit-Goâve) – haitański piłkarz występujący na pozycji napastnika w klubie Persijap Jepara.

## Kariera klubowa
Belfort jest wychowankiem drużyny Tempête FC z siedzibą w mieście Saint-Marc. Do seniorskiego zespołu został włączony już jako piętnastolatek i już w debiutanckim roku, 2007, wywalczył z nim puchar kraju – Coupe d'Haïti. W sezonie Ouverture 2008 zdobył z nim tytuł mistrzowski i sukces ten powtórzył również rok później, podczas rozgrywek Ouverture 2009. Wówczas także wziął udział w CFU Club Championship, gdzie strzelił trzy bramki w pięciu spotkaniach, a jego drużyna odpadła w półfinale, później przegrywając w meczu o trzecie miejsce i ostatecznie plasując się poza podium. Po raz trzeci mistrzem Haiti został podczas rozgrywek Ouverture 2010.
Latem 2010 Belfort został zawodnikiem francuskiego drugoligowca Le Mans FC. Pierwszy sezon, 2010/2011, spędził jednak w czwartoligowych rezerwach klubu, rozgrywając w nich szesnaście spotkań i do pierwszej drużyny został włączony dopiero po roku. W Ligue 2 zadebiutował 29 lipca 2011 w przegranym 0:2 meczu z Arles-Avignon, natomiast premierowego gola zdobył 20 sierpnia tego samego roku w wygranej 3:1 konfrontacji z CS Sedan. W swoich premierowych rozgrywkach występował regularnie, choć nie zawsze w wyjściowej jedenastce i zajął ze swoją ekipą miejsce tuż nad strefą spadkową.
| Sezon   | Klub         | Kraj    | Rozgrywki | Mecze | Bramki | Rozgrywki Europy | Mecze | Bramki |
| ------- | ------------ | ------- | --------- | ----- | ------ | ---------------- | ----- | ------ |
| 2010/11 | Le Mans FC B | Francja | CFA       | 4     | 1      | –                | –     | –      |
| 2011/12 | Le Mans FC   | Francja | Ligue 2   | 29    | 5      | –                | –     | –      |
| 2012/13 | Le Mans FC   | Francja | Ligue 1   | 12    | 0      | –                | –     | –      |

Stan na: 17 stycznia 2013 r.

## Kariera reprezentacyjna
W seniorskiej reprezentacji Haiti Belfort zadebiutował 24 marca 2010 w zremisowanym 0:0 meczu towarzyskim z Martyniką. Był podstawowym piłkarzem swojej kadry podczas eliminacji do Mistrzostw Świata 2014, kiedy to wystąpił w sześciu spotkaniach, zdobywając cztery bramki – dwie w rozegranej 7 października 2011 konfrontacji z Wyspami Dziewiczymi Stanów Zjednoczonych (7:0), zarazem pierwsze w drużynie narodowej, a także po jednej w spotkaniach z Curaçao (2:2) i Antiguą i Barbudą (2:1). Haitańczycy nie zdołali się jednak ostatecznie zakwalifikować na mundial.